# Saint-Victor-de-Cessieu
Saint-Victor-de-Cessieu – miejscowość i gmina we Francji, w regionie Owernia-Rodan-Alpy, w departamencie Isère.
Według danych na rok 1990 gminę zamieszkiwało 1565 osób, a gęstość zaludnienia wynosiła 128 osób/km² (wśród 2880 gmin regionu Rodan-Alpy Saint-Victor-de-Cessieu plasuje się na 545. miejscu pod względem liczby ludności, natomiast pod względem powierzchni na miejscu 961.).